# Église Sainte-Marie du Vila

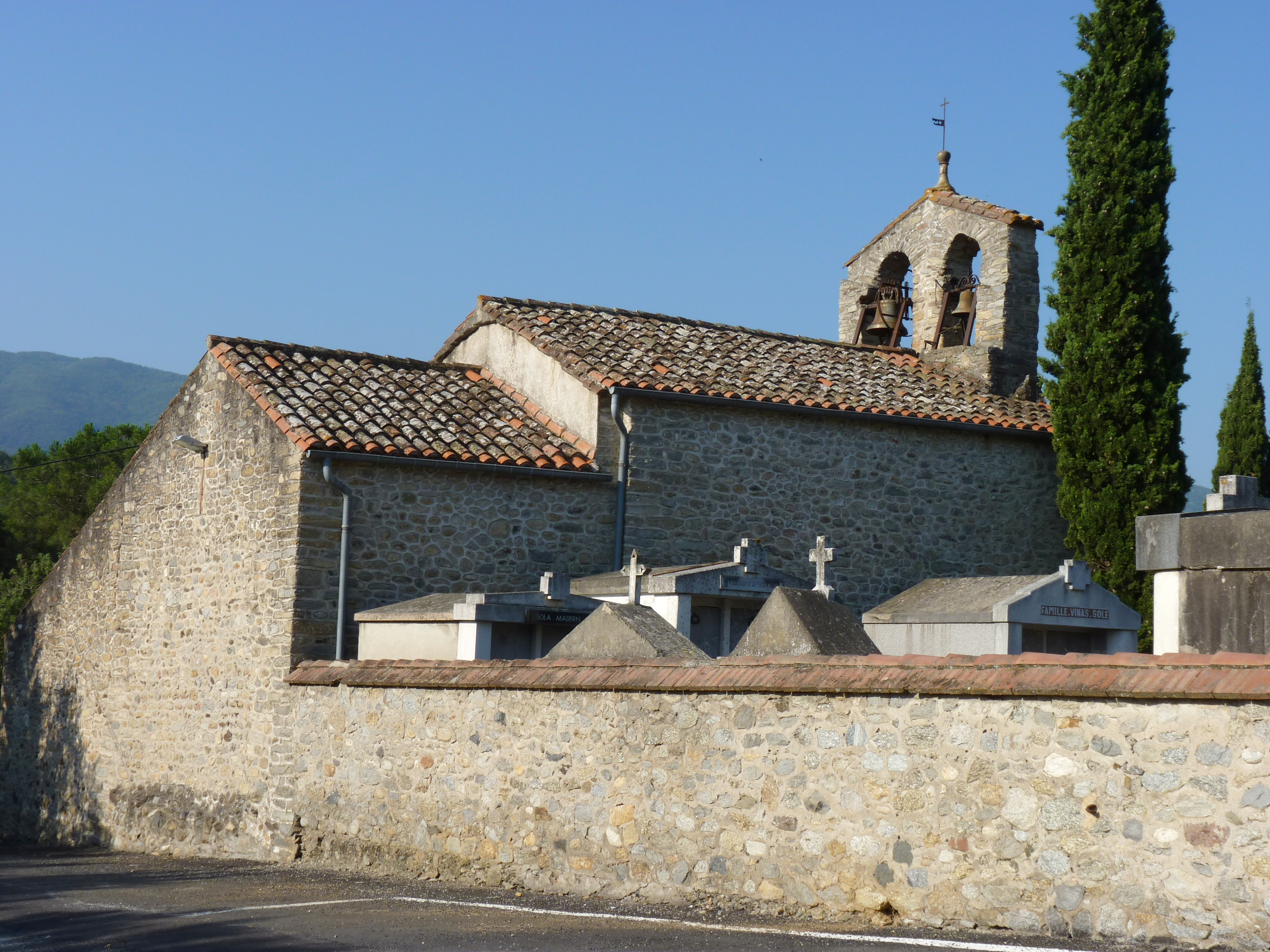
Autre vue de l'église.

Pour les articles homonymes, voir église Sainte-Marie.
L'église Sainte-Marie du Vila est une église romane située au lieu-dit Le Vila, à Reynès, dans le département français des Pyrénées-Orientales. 

## Histoire
L'église Sainte-Marie du Vila est consacrée le 15 février 1114 par Pedro Bernardo, évêque d'Elne.